# (612175) 2000 QE226
(612175) 2000 QE226 est un objet transneptunien faisant partie des cubewanos.

## Caractéristiques
(612175) 2000 QE226 mesure environ 150 kilomètres de diamètre.